# Audi Typ SS
La Typ SS è un'autovettura di fascia alta prodotta dall'Audi dal 1929 al 1932. È anche conosciuta come Audi Zwickau ed è stata la prima Audi ad essere prodotta dopo l'acquisizione da parte della DKW. Le vendite furono discrete.
La Typ SS montava un motore anteriore a otto cilindri in linea ed a quattro tempi, da 5.130 cm³ di cilindrata. Questo motore non venne però progettato dall'Audi, ma dalla Rickenbacker, una Casa automobilistica statunitense che aveva chiuso i battenti e dalla quale J.S. Rasmussen, patron della DKW, aveva acquistato i macchinari per l'assemblaggio durante un viaggio negli States. La distribuzione era a Valvole laterali. La potenza erogata era di 100 CV a 3.000 giri al minuto, mentre l'alesaggio e la corsa erano, rispettivamente, 82,55 mm e 120,65 mm. L'impianto elettrico era a 12 volt.
Il cambio, con leva al centro della vettura, era a quattro rapporti, e trasferiva il moto alle ruote posteriori. L'architettura era quindi di tipo tradizionale. Le carreggiate anteriore e posteriore erano, rispettivamente, di 1.440 mm e 1.480 mm. Le sospensioni erano a balestra ed assale rigido. I freni erano idraulici sulle quattro ruote. Le carrozzerie disponibili erano berlina, cabriolet e limousine quattro porte.
La velocità massima raggiunta dal modello era di 120 km/h.
Nonostante i tempi molto difficili dovuti alla grave crisi economica scoppiata verso la fine del 1929, la SS vendette discretamente: ne vennero prodotti 457 esemplari.